# Llewellyn Herbert
Llewellyn Herbert (Bethal, Mpumalanga, 21 de julho de 1977) é um atleta sul-africano que compete principalmente em 400 metros com barreiras. Foi vice-campeão mundial em 1997, antes de alcançar a medalha de bronze nos Jogos Olímpicos de 2000, em Sydney. Nesta última prova, obteve a marca de 47.81 s, que constitui o seu recorde pessoal e  que foi recorde nacional sul-africano até ser batida, em 2011, por L. J. van Zyl.